# Щелканово (Московская область)
Щелканово — деревня сельского поселения Волковское Рузского района Московской области. Численность постоянно проживающего населения — 21 человек на 2006 год. До 2006 года Щелканово входило в состав Покровского сельского округа.
Деревня расположена на севере района, примерно в 25 километрах севернее Рузы, на левом берегу реки Гряда (приток Озерны). Ближайшие населённые пункты в 1,5 километрах — деревня Ивойлово — на юго-восток и Притыкино на юг, высота центра над уровнем моря 217 м.

## История
Административно-территориальная принадлежность:
- 12 июля 1929 — 14 июня 1954 года — деревня Скирмановского сельсовета Новопетровского района Московской области РСФСР СССР.
- 14 июня 1954 — 3 июня 1959 года — деревня Рождественского сельсовета Новопетровского района Московской области РСФСР СССР.
- 3 июня 1959 — 1 февраля 1963 года, 11 января 1965 — 2 августа 1967 года — деревня Рождественского сельсовета Рузского района Московской области РСФСР СССР.
- 1 февраля 1963 — 11 января 1965 года — деревня Рождественского сельсовета Можайского укрупнённого сельского района Московской области РСФСР СССР.
- 2 августа 1967 — 26 декабря 1991 года — деревня Покровского сельсовета Рузского района Московской области РСФСР СССР.
- 26 декабря 1991 — 3 февраля 1994 года — деревня Покровского сельсовета Рузского района Московской области РФ.
- 3 февраля 1994 — 29 ноября 2006 года — деревня Покровского сельского округа Рузского района Московской области РФ.
- 29 ноября 2006 — 14 марта 2017 года — деревня Волковского территориального отдела Рузского района Московской области РФ.
- 14 марта — 23 апреля 2017 года — деревня города Руза Рузского района Московской области РФ.
- С 23 апреля 2017 года по настоящее время — деревня города Руза Московской области РФ.